# Vestbyen (Aalborg)
 For alternative betydninger, se Vestbyen. (Se også artikler, som begynder med Vestbyen)
Vestbyen er en bydel i det vestlige Aalborg vest for Aalborg Midtby og øst for Mølholm
. I Aalborg Vestby boede der (i 2013) 13.279 indbyggere .(2009). Bydelen afgrænses mod vest af Vestre Fjordvej, mod nord af Limfjorden, mod øst af Vesterbro og mod syd af Kong Christians Alle, Klostermarken og Annebergvej.
Bydelen har tre kirker, Vor Frelsers Kirke, St. Mariæ Kirke og Vesterkæret Kirke
Der er specialforretninger på Kastetvej og i Søheltekvarteret. Af dagligvarebutikker findes Kvickly, 365 og Spar.
Blandt spisesteder findes Ulla Terkelsen, London, Fraaderen, Mhannah, KN2 m.fl. I 2017 åbnede et Street Food Market med 20 madboder i Skudehavnen.

## Historie
Vestbyen opstod under Aalborgs eksplosive vækst i forbindelse med industrialiseringen i 1890-erne. I bydelens 10 vigtigste gader steg befolkningstallet fra under 1.000 til 5.630 i årene fra 1895 til 1900. Der etableredes etageboligbyggeri efter gennemtænkte byplaner med kloakering, vand og gas og udflyttedes industri fra Aalborgs gamle bykerne, fx:
- C.W. Obels Tobaksfabrik (1887, Badehusvej/Kastetvej)[4]:4:55
- De forenede Tekstilfabrikker (1888, Kastetvej)[4]:5:45
- Aalborg Margarinefabrik (1891, Fredericiagade)[4]:1:50[5]:19
- Buaas Mejerimaskinefabrik (1898, Annebergvej/Vestre Fjordvej)[a]

De nævnte industrivirksomheder er siden lukket eller flyttet fra bydelen.
Bydelen var blevet indlemmet i købstaden allerede fra 1886, men byggeriet tog først for alvor fart 10 år senere. Før indlemmelsen udgjorde arealerne Vester Ladegårds marker. De tidligste gader blev i tidens nationalhistoriske ånd opkaldt efter tidlige konger samt generaler og slagmarker fra de Slesviske krige. I 1896-97 fik bydelen en god forbindelse med centrum ved Borgergades gennembrud.
Ved indvielsen af Vor Frelsers Kirke i 1902 blev fik bydelen eget sogn, Vor Frelsers Sogn, som blev udskilt fra Budolfi Sogn.
Ekspansionen medførtet også behov for skoler:21, 50-51, 89-90 og social omsorg:
- Poul Paghs Gades Skole (1891-1985[8])
- Sct. Mariæ Skole (1899, katolsk privatskole, Kastetvej)
- Alderdomshjem (1901, Annebergvej)
- Ryesgades Skole (1901-1980[9])

Efter den hidsige vækst op mod århundredeskiftet, kom en mere stille periode, hvor antallet af arbejdspladser ikke steg så voldsomt på grund af mekanisering. Men fra 1930-erne var der atter vækst, og der blev opført endnu højere etageejendomme imod nord og vest i det som nu benævnes "Søheltekvarteret". Kvarteret var udbygget i 1950-erne.

## Trafikforbindelser
Vestbyen betjenes af bybuslinierne S1 og 2. Ved Kastetvej ligger nærbanestationen Aalborg Vestby Station med togforbindelser til København og Frederikshavn/Skagen. Der er færgeforbindelse til limfjordsøen Egholm og via Kulturbro-Aalborg kan cyklister og fodgængere krydse Limfjorden til Nørresundby.

## Kultur og fritid
Vestbyen rummer kolonihaveforeningerne Strøybergs Minde, Bartholine Jørgensens Minde og Vesterkæret. Desuden ligger Aalborgs vandrerhjem og største marina her.
Ved Skudehavnen ligger det maritime museum Springeren og skurbebyggelsen Fjordbyen, Aalborgs pendant til Nokken i København. Fjordbyen grænser op til fritidsområdet Vestre Fjordpark, der er opført hvor Friluftsbadet lå.
Haraldslund Vand- og Kulturcenter rummer svømmehal, motionscenter, bibliotek og mødelokaler. Det ligger tæt på Aalborg Stadion, som er AaBs hjemmebane, mens Aalborg Freja holder til i det nærliggende Ny Freja Park, der foruden en opvisningbane også har kunstgræns, samt 10 andre nummerede græsbaner. Disse deler de med Firmasports fodboldafdeling i Aalborg, og desuden grænser de op til Aalborg Travbane.
Atletklubben Jyden har såvel bokse- som vægtløfterafdeling i bydelen, hvor man også finder styrkeløft.
På Skydebanevej ligger et Veteranhjem tæt på Aalborg Forsvars- og Garnisonsmuseum.

## Virksomheder
Siemens Wind Power har en afdeling af sin vingeproduktion i bydelen.

## Uddannelse
Af skoler findes folkeskolen Vesterkærets Skole og privatskolen Sct. Mariæ Skole. Af ungdomsuddannelser er der Aalborg Katedralskole og Aalborg Handelsskole.Yderligere er der dele af førsteårsstuderende fra Aalborg Universitet på Strandvejen.
Projektet EUROPAN12 var en konkurrence for unge arkitekter, som er støttet af EU. Aalborg Kommune indstillede Vestbyen som et projekt, hvor kommunen ville se forslag til, hvordan fremtidens vestby kunne se ud. Sammenslutningen, som består af en italiensk og en makedonsk arkitekt, DAS ANDERE, blev valgt af dommerkomitéen som vinder af konkurrencen.